# Herciana Matmuja
Herciana Matmuja, dite Hersi, née en 1990, à Kukës (Albanie), est une chanteuse albanaise.
Après plusieurs participations au Festivali I Këngës, elle finit par gagner l'édition 2014 et donc représentera l'Albanie au Concours Eurovision de la chanson 2014.